# Garbówek
Garbówek – wieś w Polsce położona w województwie łódzkim, w powiecie łódzkim wschodnim, w gminie Tuszyn.
W latach 1975–1998 miejscowość należała administracyjnie do województwa piotrkowskiego.